# 上杭文庙
上杭文庙位于中国福建省上杭县临江镇解放路，是省级文物保护单位，类型为古建筑，为第五批福建省文物保护单位，公布时间为2001年1月20日。
上杭文庙的历史年代为明、清。